# 尾世川正明
尾世川 正明（おせがわ まさあき、1950年 - ）は日本の詩人、医師。

## 経歴
東京都大田区北千束に生まれ、品川区大井町で育つ。東京都立日比谷高等学校を経て、千葉大学医学部を卒業。卒後、内科医として内分泌学、特にインスリンと糖尿病について研究、その後成田赤十字病院にて総合内科専門医、救急専門医、輸入感染症担当として勤務。内科部長、救命救急センター長、また院内感染管理医も務める。この間日本赤十字社の、英、独、仏の緩和医療調査、厚労省のアフリカでのエボラ出血熱やペストの流行調査プロジェクトに参加する。
詩は10代から書き始め、現在まで詩人としても活動を続ける。20代には丸山薫らによって復刊された第四次『四季』に投稿している。また萩原康吉と二人誌「島」等を作る。その後、木津川昭夫発行の同人誌『ホルン』『あらの』、望月苑巳発行の『孔雀船』、後年川中子義勝発行の『ERA』等に参加して詩を書き続けている。2013年、詩集『フラクタルな回転運動と彼の信念』で第25回富田砕花賞を受賞している。また水野るり子発行の『ペッパーランド』でも執筆し、土曜美術社出版販売の現代詩文庫『水野るり子詩集』では解説を担当している。2019年からは個人誌『虚数と半島』を発行して評論や随筆も発表している。2021年から2023年月刊誌「詩と思想」で投稿欄の選者を務めた。2023年から2年間は日本詩人クラブで日本詩人クラブ賞などの三賞選考の担当理事を務めた。また、絵画についても関心が深く、海外の絵画鑑賞のため、欧州各国や米国の美術館への旅を繰り返し、画家としてシュールレアリスム風の具象画を描き、二科展に計14回出品した。二科展出品以外でも千葉市市美術展、千葉県県美術展などでも出展、受賞、グループ展や個展開催などの活動がある。日本現代詩人会、日本詩人クラブ会員、日本文藝家協会、会員。
著書
詩集
『花をめぐる神話』（1980年 花神社）
詩集『みえないきものたちの天文学』（1987年 花神社)
詩集
『誕生日の贈物』（1993年 土曜美術出版販売）
詩集
『海馬に浮かぶ月』（2004年 思潮社）
詩集
『新・日本現代詩文庫70 尾世川正明詩集』（2009年 土曜美術出版販売）
詩集
『フラクタルな回転運動と彼の信念』（2013年 土曜美術出版販売）（第25回富田砕花賞）
詩集
『鼻行類の盗賊たち』（2017年 土曜美術出版販売）
詩集『糸切り歯の名前』(2021年 思潮社)
詩集『シュレーディンガーの白いねこ』(2025年思潮社)
個展　尾世川正明絵画作品展 2011年12月　京橋　くぼたギャラリー
　　　尾世川正明絵画作品展 2015年 4月　「ポエジーと顔」　八重洲ギャラリー
　　　尾世川正明絵画作品展 2018年11月　 日本橋 ちばぎんひまわりギャラリー